# さんしゃいん おきなわ
さんしゃいん おきなわは、琉球海運が運航していたフェリー。

## 概要
山西造船鉄工所で建造され、1981年4月に就航した。1988年8月、本船を使用して対馬丸海上慰霊祭が開催された。
1995年、RO-RO船「みやらび」の就航により引退した。
1995年、韓国のSemo Marineに売却され、Semo Express Ferryとして就航、1996年にSemo Express Ferry No.1と船名を変更した。2000年、清海鎮海運に売却され、CHONGHAEJIN EXPRESS FERRY No.1となった。
2004年、フィリピンのガーバン・ラインズへ売却され、OZAMIZ BAY 1となり、マニラ - セブ - カガヤン航路などに就航した。

### 就航航路
琉球海運
- 鹿児島港（本港区） - 那覇港（新港ふ頭） - 平良港（宮古島） - 石垣港（1981年[1] - 1982年）
- 東京港 - 那覇港（1982年 - 1988年）
- 大阪港 - 那覇港（1988年 - 1993年）
- 博多港 - 那覇港（1993年 - 1996年）

## 設計
先に就航したぷりんせす おきなわの準同型船であるが、船首甲板にコンテナスペースを設けデリックによるLO-LO荷役を可能としている。船内は上部を上等客室・下部を二等室に分け明るくフレッシュな雰囲気とした。
海外売船後はコンテナ搭載設備を撤去して船室を増設するなど改造を受けた。
船橋甲板
- 特等室 - バス・トイレ付き洋室2名×2室
- 1等室 - 和洋室4名×6室、6名×1室
- レストラン
- 売店
- 案内所

船楼甲板
- 2等室 - 2室計183名
- 浴室